# Independent-Film
Independent-Filme oder Indie-Filme (englisch für „unabhängige Filme“) bezeichnen Filmproduktionen, die außerhalb etablierter Strukturen umgesetzt werden. Ursprünglich war mit diesen Strukturen das amerikanische Studiosystem gemeint, inzwischen hat das Phänomen Indie jedoch weltweite Bedeutung erlangt. Viele Independent-Werke werden mit kleinen Budgets realisiert, jedoch handelt es sich auch bei einigen großen Produktionen – wie der Herr-der-Ringe-Filmtrilogie – um Independent-Filme.
Statt der Finanzierung über Eigenkapital und Kredite wird ein Großteil der Produktionskosten über den Vorverkauf ausländischer Verwertungsrechte abgedeckt. Deshalb sind internationale Filmmärkte wie die Internationalen Filmfestspiele von Cannes, der American Film Market und der MIFED wichtig für Independent-Produktionen. Die Independent Film & Television Alliance klassifiziert jeden Film, dessen Finanzierung zu 51 Prozent außerhalb der großen Studios erfolgt, als Independent.  Obwohl es sich in erster Linie um ein Phänomen der Finanzierung und Distribution handelt, werden dem Independent-Film oft auch künstlerische Eigenheiten zugeschrieben. Im Gegensatz zu Spielfilmen werden die meisten Kurzfilme bereits von Natur aus unabhängig produziert.

## Entwicklung
Bereits 1919 gründeten die damals führenden Filmschaffenden Charlie Chaplin, D. W. Griffith, Mary Pickford und Douglas Fairbanks Sr. die Filmgesellschaft United Artists. Diese sollte den Vertrieb unabhängiger Filmproduktionen abseits der strikten Regeln der großen Filmstudios ermöglichen. Bekannte Regisseure, die ihre künstlerischen Visionen unabhängig vom Einfluss anderer umsetzen wollten, waren Orson Welles, Samuel Fuller und Nicholas Ray. Sie wurden für diese Bemühungen häufig von Hollywood geschnitten und mussten auf Finanziers in Europa zurückgreifen, um ihre Projekte verwirklichen zu können. Welles übernahm auch Rollen in zahlreichen Filmen oder arbeitete seine Schulden ab, indem er etwa Die Lady von Shanghai für Columbia Pictures inszenierte.
Die ersten Wegbereiter der Independent-Film-Bewegung finden sich in den ab 1945 entstandenen Underground-Filmen von innovativen Filmschaffenden wie Maya Deren, Kenneth Anger oder Jack Smith, die oft einen experimentellen Charakter aufwiesen und der sogenannten Gegenkultur zugeschrieben wurden.
Als Vater des modernen Independent-Films gilt John Cassavetes. Er beeinflusste vor allem die Arbeitsweise der Filmemacher während des New Hollywoods in den 1970ern, in dessen Ära sehr viele Filme nach heutigen Maßstäben einem Independent-Film entsprachen.
Eine weitere Inspirationsquelle war das Konzept der sogenannten auteurs in Frankreich, die – wie etwa Jean-Luc Godard – sowohl die Drehbücher verfassten und Regie führten. Ebenfalls beeindruckend erschien den Filmemachern die Kompromisslosigkeit des italienischen Neorealismus, für dessen Vision Regisseure wie Roberto Rossellini auch große finanzielle Folgen hinnahmen. So gründeten Francis Ford Coppola und George Lucas eigene Studios und Firmen, um sich die größtmögliche Unabhängigkeit zu sichern. Während dies Lucas auch gelang und er die Produktion aller Star-Wars-Filme alleine kontrollierte, musste Coppolas American Zoetrope später verkauft werden und der Regisseur sich bis heute mit Auftragsarbeiten über Wasser halten.
Nachdem die Hollywood-Studios durch den Erfolg von Rocky, Der weiße Hai und Krieg der Sterne am Ende der 1970er wieder sicheren Boden unter sich gespürt und sich daran gemacht hatten, mittels Blockbustern, Fortsetzungen und Camp-Filmen ein ganz auf den kommerziellen Erfolg hin ausgerichtetes Kino zu produzieren, erlebte das künstlerisch orientierte New Hollywood-Kino einen Niedergang. Symbolisch hierfür stehen die kommerziellen Desaster des Boxerfilmes Wie ein wilder Stier – im Gegensatz zum wesentlich glatteren Rocky – sowie des Western Heaven’s Gate, der zum Konkurs von United Artists führte.

## Die Independent-Filme
Der Begriff Indie entstand im englischsprachigen Raum in den 1980ern, als die nächste Generation junger Regisseure begann, abseits der Studios ihre Filme zu realisieren, die sich als inhaltlich und formal eigenständig erwiesen und eine explizite Gegenbewegung auslösten: John Sayles „Die Rückkehr nach Secaucus“ kostete 1980 60.000 Dollar und erzielte Bruttoeinnahmen von zwei Millionen Dollar. Jim Jarmusch spielte 1984 mit Stranger than Paradise zweieinhalb Millionen Dollar ein, Spike Lees „She's Gotta Have It“ sogar über sieben Millionen.
Der wichtigste Grundstein für den Erfolg unabhängiger Filmproduktionen wurde im Jahr 1989 gelegt. Mit Steven Soderberghs Sex, Lügen und Video wurden die Art und Weise revolutioniert, wie diese Filme hergestellt und vermarktet werden konnten. Gleichzeitig mit dem Erfolg dieses Films wuchsen die Popularität des von Robert Redford gegründeten Sundance Film Festivals – welches bis heute als das Festival für auf breitere Rezeption bedachte, unabhängig produzierte Filme gilt –, als auch der Erfolg der Firma Miramax, gegründet von den Brüdern Bob und Harvey Weinstein.
Wie Steven Soderbergh schaffen es heute erfolgreiche Regisseure wie Spike Jonze, Wes Anderson und Paul Thomas Anderson, David O. Russell oder Alexander Payne, eine Brücke zwischen kommerziellem und vom Independent Spirit beflügeltem Film zu schlagen.
Michael Moore verhalf 1989 mit seinem Debütfilm Roger and Me dem Dokumentarfilm zu einer bis dato unbekannten Popularität.
Inspiriert durch die Filme von Jim Jarmusch und Soderbergh (Sex, Lügen und Video; Originaltitel: Sex, lies and videotape) entstanden in der Folge Meilensteine des Independent Films wie Slacker von Richard Linklater, der berüchtigterweise mit Kreditkarten finanzierte Clerks – Die Ladenhüter von Kevin Smith, sowie Robert Rodriguez’ El Mariachi.
Im Jahr 1992 setzte Quentin Tarantino mit Reservoir Dogs ein erstes Zeichen, bevor er mit Pulp Fiction (1994) zu Weltruhm gelangte. Der Erfolg dieses Filmes für Miramax weckte auch bei anderen Studios Interesse, wodurch immer mehr Filme an der Grenze zwischen Mainstream und Sub- beziehungsweise Gegenkultur entstanden.
Zu den bedeutenden Regisseurinnen des Independent-Films gehört Julie Dash, deren Film Daughters of the Dust (1991) als eines der bedeutendsten Werke des unabhängigen Films des 20. Jahrhunderts gilt.

## Vermischung mit Hollywood
Nach dem großen künstlerischen und finanziellen Erfolg einiger Independent-Filme begannen die großen Hollywoodstudios Anfang der 1990er Jahre, Independentproduktionen aufzukaufen beziehungsweise eigene Abteilungen für die Produktion von Filmen dieser Machart zu gründen. So kaufte The Walt Disney Company 1994 das Independentstudio Miramax auf. Deren umstrittene Gründer Harvey und Bob Weinstein, die mit ihrer auf aggressive Vermarktung setzenden Firmenpolitik die Indie-Szene wesentlich veränderten, verließen ihre eigene Firma mittlerweile und gründeten 2005 das Filmstudio The Weinstein Company. 20th Century Fox gründete das Label Fox Searchlight Pictures. Seit 1999 engagierte sich Metro-Goldwyn-Mayers (MGM) Tochterunternehmen United Artists ebenfalls auf dem unabhängigen Filmmarkt. MGM gehört mittlerweile zu 20 % Sony.
Auf diese Weise verwischte die Grenze zwischen den in Hollywood angesiedelten großen Filmstudios und den alternativen Filmproduzenten immer mehr. Gehobene Mainstream-Filme wie Shakespeare in Love und Der englische Patient wurden von Miramax vertrieben. Klassische Indies haben es insbesondere nach dem durch Miramax ausgelösten Boom immer schwerer, unabhängig zu bleiben.
Filme wie Sideways von Alexander Payne, Lost in Translation von Sofia Coppola oder Vergiss mein nicht! von Michel Gondry nach einem Drehbuch von Charlie Kaufman zählen zur Kategorie der Indiewood Filme, da sie zwar mit Geldern der Studios und teilweise mit Hollywood-Stars gedreht wurden, dabei jedoch einer etwas anderen und dem Mainstream unangepassten Erzählkultur angehören. Einen seiner größten Erfolge feierte dieses Genre 2005 mit Ang Lees Brokeback Mountain mit Jake Gyllenhaal und dem früh verstorbenen Heath Ledger.

### Die digitale Revolution
Mit dem Aufkommen der digitalen Videokameras und Schnittsysteme sank die Überwindungsschwelle einen Film zu drehen drastisch, da Produzenten nicht mehr auf viel Geld angewiesen waren, um Filme herstellen zu können. Der Film Tarnation kostete angeblich nicht mehr als 500 $ und wurde auf einem iMac geschnitten.
Waren die ersten mit Digitalkamera hergestellten Filme wie Chuck and Buck von Miguel Arteta noch klar von den auf analogem 16 mm- oder 35 mm-Material hergestellten Filmen zu unterscheiden, bieten die von einigen Anbietern inzwischen entwickelten Kameras mit bis zu 4K-Auflösung angehenden und unabhängig arbeitenden Filmemachern bisweilen ungeahnte Möglichkeiten, die selbst für Hollywood-Produktionen wie The Social Network von David Fincher genutzt werden.

### Mumblecore
Das Jahr 2008 war jenes Jahr beim South by Southwest Film Festival (SXSW), bei dem sich die Mumblecore-Bewegung durchgesetzt hat. Mumblecore beschreibt Filme wie Hannah Takes The Stairs, Quiet City oder Funny Ha Ha, die von der College-gebildeten weißen Mittelschicht um die 30 handeln, und mit geringen finanziellen Mitteln auf sehr dialoglastige Weise und meist mit einer Videokamera und kleiner Crew gedrehte Filme. Die von der Presse zu einer Gruppe zusammengefassten Filmemacher wie Joe Swanberg, Andrew Bujalski oder Greta Gerwig haben beim SXSW Film Festival Freundschaft geschlossen, ihre Kontakte vertieft und in weiterer Folge bei den Filmen der Anderen als Crewmitglied oder Schauspieler ausgeholfen.
Inzwischen haben sich die meisten Mitglieder dieser Bewegung weiter entwickelt. Greta Gerwig spielte mit Ben Stiller in Greenberg und die Duplass Brüder haben mit Marisa Tomei, John C. Reilly und Jonah Hill Cyrus gedreht – ohne dabei von ihrer Arbeitsweise, die unter anderem viel Improvisation beinhaltet, abweichen zu müssen. Da viele dieser Filmemacher den Schritt in eine breitere Öffentlichkeit geschafft haben und die Produktionsbedingungen immer professioneller werden – gerade die holprige Inszenierung war ein markantes Merkmal der Filme dieser Gruppe – sprechen viele Kritiker und Blogger vom Tod der Mumblecore-Bewegung.

## Außerhalb der USA
Inzwischen werden alle Filme als „independent“ bezeichnet, die mit kleinem Budget künstlerisch ambitionierte Ideen umsetzen, unabhängig davon, aus welchem Land sie kommen.
In Deutschland begann mit dem Jungen Deutschen Film und dem Oberhausener Manifest ab Beginn der 1960er eine Neuorientierung des Films, die um eine realistische Darstellung der Gegenwart und Gesellschaft bemüht war. Deren Filmemacher bemühten sich um eine finanzielle und geistige Unabhängigkeit und setzten sich bewusst in Gegensatz zum damaligen Mainstream. Hierzu gehören vor allem Rainer Werner Fassbinder, Wim Wenders, Volker Schlöndorff, Werner Herzog, Jean-Marie Straub, Alexander Kluge, Rosa von Praunheim und Eberhard Fechner. Diese Hochzeit des deutschen Films fand ihr Ende etwa zeitgleich wie ihre amerikanischen (New Hollywood) und britischen (Free Cinema Movement) Pendants.
Auch noch heute bietet Das kleine Fernsehspiel vor allem jungen Filmemachern im Fernsehen eine Plattform für günstige, engagierte Filme. Aber auch schon früher bot es jungen Filmemachern die Möglichkeit, sich mit verhältnismäßig kleinen Produktionsbudgets, aber mehr künstlerischer Freiheit vor einem Fernsehpublikum auszuprobieren, so entstanden z. B. Kultfilme  wie Die Bettwurst (1971) von Rosa von Praunheim.
Eine herausragende Rolle für den deutschen Independent-Film spielt der X-Filme Creative Pool, eine deutsche Film- und Fernsehproduktionsfirma, die ursprünglich von den Regisseuren Tom Tykwer, Dani Levy und Wolfgang Becker sowie dem Produzenten Stefan Arndt gegründet wurde.
Entsprechend der finanziellen Ausstattung deutscher Filmfestivals konzentrieren sich die meisten auf Indies. Die bekanntesten sind die Independent Days in Karlsruhe, die Internationalen Hofer Filmtage, das Internationale Filmfest Oldenburg sowie das in Saarbrücken beheimatete Filmfestival für Nachwuchsfilmer aus Deutschland, Österreich und der Schweiz, in dessen Rahmen jährlich der renommierte Max-Ophüls-Preis vergeben wird.
Vor allem in skandinavischen Kinos propagierte Dogma 95 ein Kino fernab der auf Effekten bedachten, wirklichkeitsfernen Realitätsfluchten.

## Festivals und Preise
Die wichtigsten Festivals für Independent-Filme sind das Sundance Festival und das Cannes Film Festival. Als international bedeutendste Filmpreise in diesem Bereich gelten der amerikanische Independent Spirit Award sowie die British Independent Film Awards. In Deutschland fand von 2005 bis 2006 die Tromanale statt.